# Tuamasaga
Tuamasaga is een district in Samoa op het eiland Upolu.
Tuamasaga telt 83.191 inwoners op een oppervlakte van 479 km².